# پی‌کی‌پی
پی‌کی‌پی (Polskie Koleje Państwowe) شرکت ترابری ریلی لهستانی است، که در سال ۱۹۲۶ تأسیس شد.